# 한국선원복지고용센터
한국선원복지고용센터(韓國船員福祉雇用센터, Korea Seafarer's Welfare & Employment Center, KOSWEC)는 선원직의 특수성을 반영한 선원복지고용사업을 체계적으로 수행하기 위해 설립된 대한민국 해양수산부 산하 특수법인이다. 본부는 부산광역시 중구 중앙동 4가 74-7번지 한국선원센터 3층이고, 부산남항사무소가 부산광역시 서구 남부민동 685-2번지 남항어선원복지회관 2층에 입주해 있다.

## 설립 근거
- 선원법 제142조[3]

## 주요 업무
- 선원복지시설의 설치·운영
- 국내외 선원의 취업 동향과 고용 정보의 수집·분석 및 제공
- 선원의 구직 및 구인 등록
- 국가로부터 위탁받은 선원의 직업안정업무
- 국가, 지방자치단체, 그 밖의 공공단체 또는 민간단체로부터 위탁받은 선원 관련 사업

## 연혁
- 2001년 3월 28일 특수법인 한국선원복지고용센터 설립[4]

## 조직

### 이사장

#### 관리본부
- 고용지원부
- 복지사업부
- 경영관리부
- 기획예산팀
- 남항사무소
- 선원정책팀
- 일자리창출팀
- 포항지역사무소
- 제주지역사무소
- 목포지역사무소
- 외국인선원관리지원단

## 사건·사고 및 논란

### 해양수산부, 이사장 선출 개입 논란
2007년 3월 23일 한국노동조합총연맹은 성명을 통해 “해양수산부가 정년을 불과 5년 앞둔 현직 공무원을 센터 이사장 후보로 내세우고 이사들에게 적극적인 협조를 요청하는 등 전형적인 관권선거를 주도했다”고 주장하며 “이를 주도하고 권한을 남용한 관련 공무원을 철저히 조사하고 징계하여 다시는 이런 악습이 반복되지 않도록 해 달라”고 해양수산부에 요청했다. 한국노총은 “우리나라 해운수산업 발전을 위해 험한 바다현장에서 묵묵히 일하고 있는 선원들의 복지증진과 고용안정을 위해 노력해야 할 센터가 한낱 공무원 사회 내부의 자리다툼의 장이 되고 있다”며 “공무원들의 자리 나눠 먹기식 낙하산 인사 관행에 국민 정서가 반감을 더하고 있고 사회적 병폐로 지적되고 있다”는 점을 상기시키며 “한국노총은 권위주의의 산물이며 사회의 민주운영원리를 저해하고 사회발전을 가로막는 낙하산 인사의 고질적 관행에 대하여 전 노동계의 단결과 연대로써 저지할 것”이라고 밝혔다.

## 같이 보기
- 한국선주협회
- 항로표지기술협회